# هاوکر سیدلی پی.۱۱۵۴
هاوکر سیدلی پی. ۱۱۵۴ (به انگلیسی: Hawker Siddeley P.1154) یک هواپیمای ساختِ کارخانهٔ هاوکر سیدلی در کشور بریتانیا است. نخستین استفاده‌کنندهٔ این هواپیما نیروی هوایی سلطنتی بریتانیا بوده‌است.